# 战斗左翼
战斗左翼（英語：Militant Left）是爱尔兰的一个托洛茨基主义政党。该党成立于2019年，分裂自社会党。该党最初取名为工国委爱尔兰；2020年6月，改用现名。该党的政治立场是左翼至极左翼。该党的意识形态是民主社会主义、政治激进主义、托洛茨基主义。该党的青年翼是青年社会主义者。该党是工人国际委员会的成员。